# Thermomec Padova
La Thermomec Padova è stata una società pallavolistica maschile italiana con sede a Padova.

## Storia
Fondata nel 1966, nel 1977 approda in Serie B. La stagione successiva conquista l'accesso in Serie A2. Nella stagione 1982-1983 arriva in semifinale nella Coppa Italia, venendo eliminata dalla Pallavolo Torino.
Gioca la sua ultima stagione in Serie A2 nel 1985-1986.

## Giocatori famosi
- Andrea Zorzi